# Crocodilo-siamês
O crocodilo-siamês (Crocodylus siamensis) é um réptil crocodiliano de água doce, nativo de Bornéu, Indonésia, Laos, Malásia, Mianmar, Tailândia, Camboja e Vietnã. Este crocodilo é classificado como criticamente ameaçado na lista vermelha da IUCN. É um dos crocodilos mais ameaçados na natureza, embora sejam amplamente criados em cativeiro.

## Características
O crocodilo-siamês é um crocodilo de pequeno porte de água doce, com um focinho relativamente largo, possui uma crista óssea elevada atrás de cada olho.
Os espécimes jovens medem de 1,20-1,50 metros de comprimento e pesam de 40-70 kg. Porém, grandes machos podem chegar a 4 metros de comprimento e pesar 350 kg e grandes fêmeas podem medir 3,20 metros de comprimento e pesar 150 kg. A maioria dos exemplares adultos não ultrapassam os 3 metros de comprimento. Híbridos alcançaram medidas bem maiores.

## Distribuição e habitat

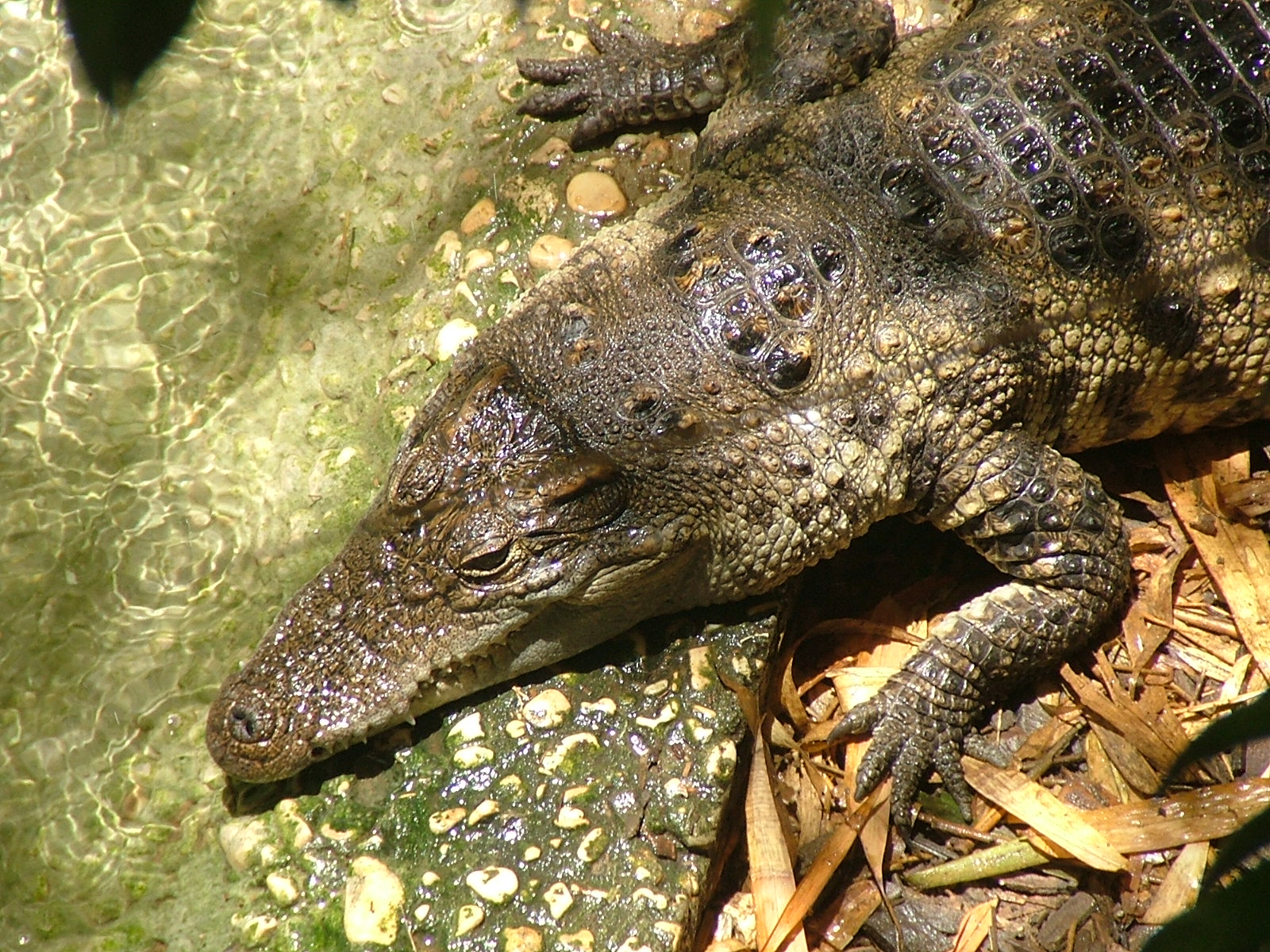
Crocodilo-siamês no Biblical Zoo de Jerusalém, 2006.

A escala histórica do crocodilo-siamês incluía a maior parte do Sudeste Asiático. Esta espécie é agora extinta na natureza ou quase extinta da maioria dos países, exceto no Camboja. Anteriormente, era encontrado no Camboja, Indonésia (Bornéu e possivelmente Java), Laos, Malásia, Tailândia, Vietnã, Brunei, e Burma.
Crocodilos-siameses ocorrem em uma ampla gama de habitats de água doce, incluindo rios fracos e córregos, lagos, lagoas marginais, pântanos e brejos.

## Biologia e Comportamento
Apesar das preocupações de conservação, muitos aspectos do crocodilo-siamês como sua vida na natureza permanecem desconhecidos, particularmente sobre a sua biologia reprodutiva.
Adultos se alimentam principalmente de peixes, mas também comem anfíbios, répteis e pequenos mamíferos.
Muito pouco se sabe sobre os hábitos desta espécie na natureza, mas as fêmeas parecem não construir ninhos a partir de detritos vegetais misturados com lama.
Em cativeiro, estes crocodilos se reproduzem durante a estação chuvosa (de abril a maio), e coloca entre 20 e 50 ovos, que depois são guardados até que choquem. Após a incubação, a fêmea ajudar seus filhotes a sair dos ovos e, em seguida, leva os filhotes para a água dentro da boca.
Geralmente esta espécie se apresenta pouco agressiva com os seres humanos, e os ataques não provocados são desconhecidos. 